# Jack Taylor (football, 1998)
Pour les articles homonymes, voir Jack Taylor.
Jack Taylor, né le 23 juin 1998 à Hammersmith (Angleterre), est un footballeur irlandais, qui évolue au poste de milieu de terrain à Ipswich Town.

## Biographie

### En club
Le 7 janvier 2020, il rejoint Peterborough United.
En juin 2023, il rejoint Ipswich Town.

### En équipe nationale
Il joue pour les espoirs irlandais.

## Palmarès

### En club
- Ipswich Town
  - Vice-champion du Championship (D2) en 2024.

- Peterborough United 
  - Vice-champion de Football League One (D3) en 2020-21